# Heinz Melkus
Karl Heinz Melkus (Drezda, 1928. április 20. – Drezda, 2005. szeptember 5.) német autóversenyző és versenyautó-konstruktőr.
Melkus első versenyein 1951-ben vett részt VW és Veritas alapú versenyautóval. Később maga építette meg együlésesét, a Melkus 64-et, amely majdnem egy évtizeden át uralta a versenyzést az NDK-ban. Az 1970-es években a Spider PT 73 és SRG MT 77 versenyautók társtervezője volt. Saját nyilvántartása szerint 289 versenyen vett részt, és 80 pontot ért el. 1958 és 1972 között Melkus ötször volt NDK-bajnok.
A berlini fal leomlása után ő lett az első hivatalos BMW-márkakereskedő az NDK-ban, hónapokkal a német újraegyesítés előtt.

## Élete

### Gyermekkora, ifjúsága és családja
Heinz Melkus 1928. április 20-án született Drezdában Karl Melkus és Erna Flutschka fiaként. A Szudétavidékről származó család egy bérházban lakott az Ackermannstrassén, nem messze a drezdai főpályaudvartól. Melkus osztrák állampolgárságot örökölt édesapjától, aki a drezdai sörértékesítő cég igazgatója volt, amelyet 1955-ben német állampolgárságra cserélt. 1934-ben kezdte az iskolát. 1936/1937-ben a Neudorfer Konkordienstrasse általános iskolájába, 1938-tól a Dreikönigschule középiskolájába járt. Iskolai évei alatt olyan autóversenyzőkről gyűjtött képeket, mint példaképe, Bernd Rosemeyer. A nemzetiszocialista német fiatalok csapatában Melkus fiatal szakaszvezetői pozícióba emelkedett. 1942-ben csatlakozott a Hitlerjugendhez. A Flieger-HJ-del a Schönfeld melletti Triebenbergben kapott vitorlázórepülő kiképzést. Vitorlázórepülőgépek építéséről és karbantartásáról is hallgatott előadásokat, és több javító tanfolyamot is végzett. 1943-tól Melkus légvédelmi asszisztensként szolgált a rochwitzi Flakhelfer 207-ben. A középiskola elvégzése után 1944-ben tartalékos tisztjelöltnek jelentkezett a Jagdgeschwanden1-hez. 1945 elejére megszerezte a vitorlázórepülőgép-pilóták nemzetközi repülési engedélyét, és elvégezte a vitorlázórepülőgép-építés műhely- és kiképzésvezetői tanfolyamot. A család 1945 februárjában fizikailag sértetlenül vészelte át a drezdai légitámadást, bár egy légibomba tönkretette a lakásukat. A család ezután nagyszüleinél szállt meg Bühlauban. A háború utolsó napjaiban Melkus édesanyjával az Érchegységbe menekült.
A második világháború után Melkus kimentett egy teherautót apja céges flottájából, megjavította, majd rövid próba után 17 évesen megszerezte a jogosítványt. Teherautósofőrként élelmiszerért és üzemanyagért dolgozott. Később is sofőrként dolgozott az Autotransportgemeinschaftnál (ATG), majd a Wernesgrüner Brauereinél, amely azóta átvette apja sörforgalmazását. Munkája mellett a felnőttképzési központban közlekedési ügyintézőnek tanult, szabadidejében pedig különböző járműroncsokból állított össze gépjárműveket. 1950-ben flottamenedzserré és diszpécserügynökké léptették elő a Wernesgrüner Sörgyárban, és ő volt a felelős a lipcsei és berlini sörfőzdék fióktelepeinek újraalapításáért. 
Heinz Melkus 1949 óta házastársa Lemke Johanna (Hanni) tanárnő volt. A házasságból két fiuk született. Az 1950-ben született Ulli Melkus olyan versenyző volt, mint édesapja, 1990-ben közlekedési balesetben halt meg. Az 1954-ben született Peter Melkus, aki fiatalkorában szintén versenyezni kezdett, egy túraautós csapat csapatfőnöke lett. Ronny, az unokája (* 1974) és Sepp Melkus (* 1983), apáikhoz hasonlóan a versenyzésben nőttek fel, és fiatalkoruk óta aktív pilóták.

### Pályafutása

#### 1951–1954: Formula–2-es és sportautók
Mielőtt Melkus rátalált volna a professzionális motorsportra, az 1940-es évek vége óta egy IFA RT 125-öst vezetett, később pedig egy AWO-t különböző motoros klubrendezvényeken. 1950-ben személygépkocsira váltott. Első teljesítménytesztjeit, ahogy akkoriban a közúti versenyeket nevezték, egy Wehrmacht Kübelwagenen vezette, amelyet Steyr 50-es karosszériájával alakított át. Ugyanebben az évben ezt az autót Rudolf Krausével egy BMW 321-re cserélte, amellyel 1952-ig folytatta a teljesítményteszteket. Időközben csatlakozott a Motor Niedersedlitz társasági sportegyesület motorverseny-szakosztályához, amelynek 1953-ban elnöke lett. 
Melkus egészen véletlenül döntött úgy, hogy komolyan a motorsportnak szenteli magát, amikor 1951 júniusa közepén a drezda-helleraui Autobahnspider versenyre szállította sörfőzdéjének standjára, és nem tudta elhagyni a helyszínt a sűrű tömeg miatt, s végig kellett néznie a versenyt. A járművek kis sebességében csalódottan Melkus úgy döntött, hogy saját versenyautót tervez, amelyet a következő versenyre, a Sachsenringen be is regisztrált. Ez egy módosított VW úszóautó volt, amely megfelelt az 1100 köbcentiig terjedő járművekre vonatkozó G osztály kritériumainak. A kétüléses Roadster végsebessége 140 km/h körül volt. Az edzés technikai nehézségei után Melkus a rajtrács utolsó helyére kvalifikálta magát, és kiesett a versenyből, más források szerint viszont a 13. helyen végzett.

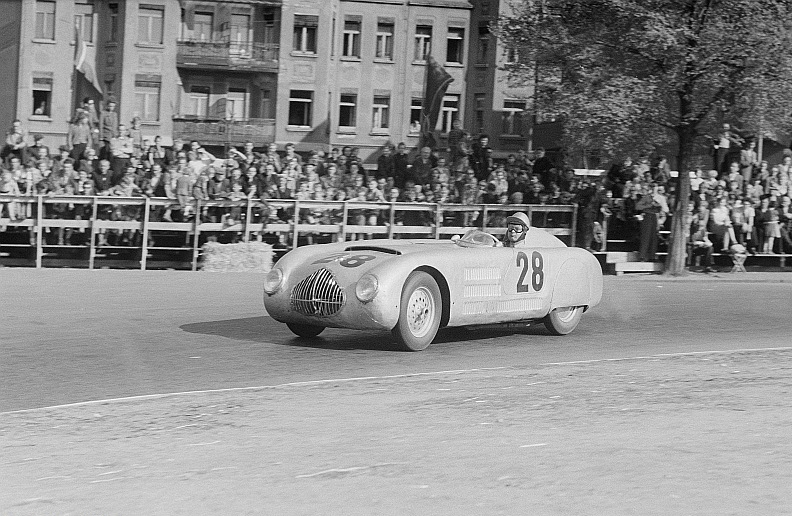
Heinz Melkus Veritasával a 6. Lipcsei városligeti versenyen 1954 májusában. A DEFA Rivalen am Steuer című 1956-os filmben is ezzel a kocsival szerepelt

Az 1952-es szezonra Melkus eladta Volkswagenjét, és megvásárolta Veritasát Alfa Romeo-motorral Theo Fitzautól, amely korábban Arthur Rosenhammeré volt. A Veritas 2000 cm³-ig megfelelt a versenyautók E osztályú előírásainak, valamint a Formula–2-nek. Az E osztályban Melkus azonnal megszerezte az NDK második helyezését és a bajnokság Formula–2-től 2000 cm³-ig terjedő kategóriában a hatodik helyet. Paul Greifzu az év egyik legjobb fiatal versenyzőjének nevezte Melkust, dicsérve nyugodt és kiegyensúlyozott vezetési stílusát. 
Melkus 1953-ban csatlakozott – amikor megbízták a drezdai sörfőzde üzletág vezetésével – ugyanazzal az autóval csak a Formula–2-t, és a hatodik helyet érte el a bajnokságban. A IX. Nemzetközi Avus versenyen 1953. július 12-én Melkus idő előtt visszavonulni kényszerült, mert egyik eltört hajtókarja helyrehozhatatlan károkat okozott autója Alfa Romeo-motorjában. Csereként épített egy 80 lóerős francia repülőgépmotort – egy kéthengeres boxermotor –, amellyel zsinórban három győzelmet aratott az 1954-es szezonban, és a második helyen végzett az NDK legjobb kategóriájában F-től 1500 cm³-ig. Abban az évben nem volt NDK-s bajnoki cím, mert túl kevés NDK-s versenyző vett részt szinte az összes versenyen. Ezzel egyidejűleg Melkus megnyerte az „NDK legjobb magánversenyzője” címet, és holtversenyben a hatodik helyen végzett Paul Thiellel a 2000 cm³-ig terjedő versenyautók bajnokságában. a Formula–2-ben. A szezon negyedik, utolsó versenyén, szeptember 26-án Melkus kiesett a Bernauer Loopból, s tizenkettedik lett a nemzetközi Avus versenyen. Ám az otthon épített Veritas magas javítási költsége arra kényszerítette Melkust, hogy a szezon után megváljon ettől az autótól. A sportautóversenyek mellett Melkus 1954-től 1958-ig néhány motorcsónakversenyen is indult. 

#### 1955–1958: Formula–3

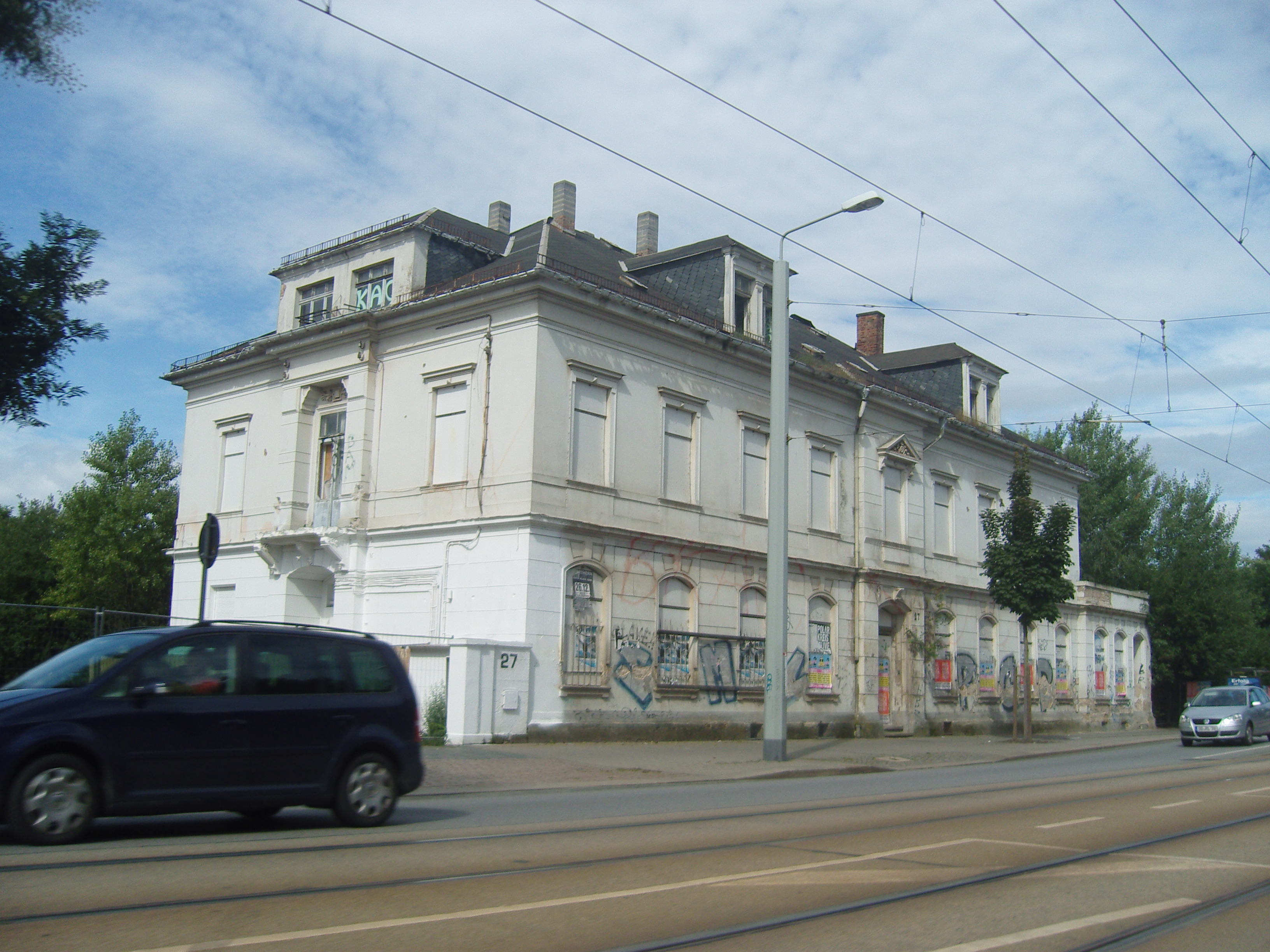
A Villa Leipziger Straße 27 autósiskolaként, majd autókereskedésként működött egészen a bühlaui új épület felsáig

1955-ben Melkus a Post Dresden cég sportegyesületéhez igazolt át, ahol elkészítette a Formula–3-as együlésesét. A JAP Speedway motorral hajtott Eigenbau Post nevű autó Heinz Melkus konstruktőri tevékenysége kezdetét jelentette. Az 500 cm³-esek között szerepelt. A Cooper replikát osztályában a második leggyorsabbnak tartották, de megbízhatatlan autó volt, így Melkus abban a szezonban csak a negyedik helyet érte el az NDK-bajnokságban. A Formula–3 mellett abban az évben 850 km-en versenyzett egy BMW 321-essel a kéthurkos Wartburg Rallye-n. Szintén 1955-ben Melkus letette a járművezető oktatói vizsgát, és az NDK legfiatalabb járművezető oktatója lett. Mint ilyen, még abban az évben saját autósiskolát alapított, 1960-tól betéti társaság jogi formában, amelyet Németország újraegyesítése után 1992-ig vezetett. 
Az 1956-os bajnokságban Melkus ismét a saját építésű Posttal versenyzett, de az autó így is hajlamosnak bizonyult a kudarcra. A szezon fénypontja a bautzeni autópálya ringen aratott győzelme volt a nem bajnoki címmel. Bár az autó segített neki jó eredményeket elérni, Melkus időnként arra gondolt, hogy feladja. Véleménye szerint a versenyzés és a pótalkatrészek költségei túl magasak voltak, amelyek nagy részét saját magának kellett finanszíroznia. Mivel az autó eladása a szezon után meghiúsult, Melkus 1957-ben a saját építésű Postját is vezette, és harmadik helyezést ért el az NDK-bajnokságban. 1957 végén az autót szétbontották, s alkatrészeiből egy új Formula–3-as versenyautót, a Melkus Formula III-at építették meg. 1957-ben Melkus segített megalapítani az Általános Német Motorsport Szövetséget (ADMV). Ez idő alatt számos vállalati sportegyesülethez (BSG) tartozó motorversenyosztály fejlődött független motorsport klubokká (MC), köztük az MC Post Dresden a BSG Post Dresden motorversenyosztályból.
1958-ra Melkus tervezte a Melkus Formula III-at, egy új Formula–3-as autót 500 cm³-ig, szintén JAP motorral. A szezon végén, amelyben Melkus nem tudott bajnoki futamot nyerni, holtversenyben végzett Willy Lehmann-nal Scampolóján, de a futamokon elért jobb összesítés miatt NDK-bajnoknak nyilvánították. Időközben az ADMV úgy döntött, hogy az előző formulát használja az FIA előírásainak megfelelően, a Formula–3-at az év végén megszüntették, és helyette 1959-ben bevezették a Formula Juniort.

#### 1959–1963: Formula Junior

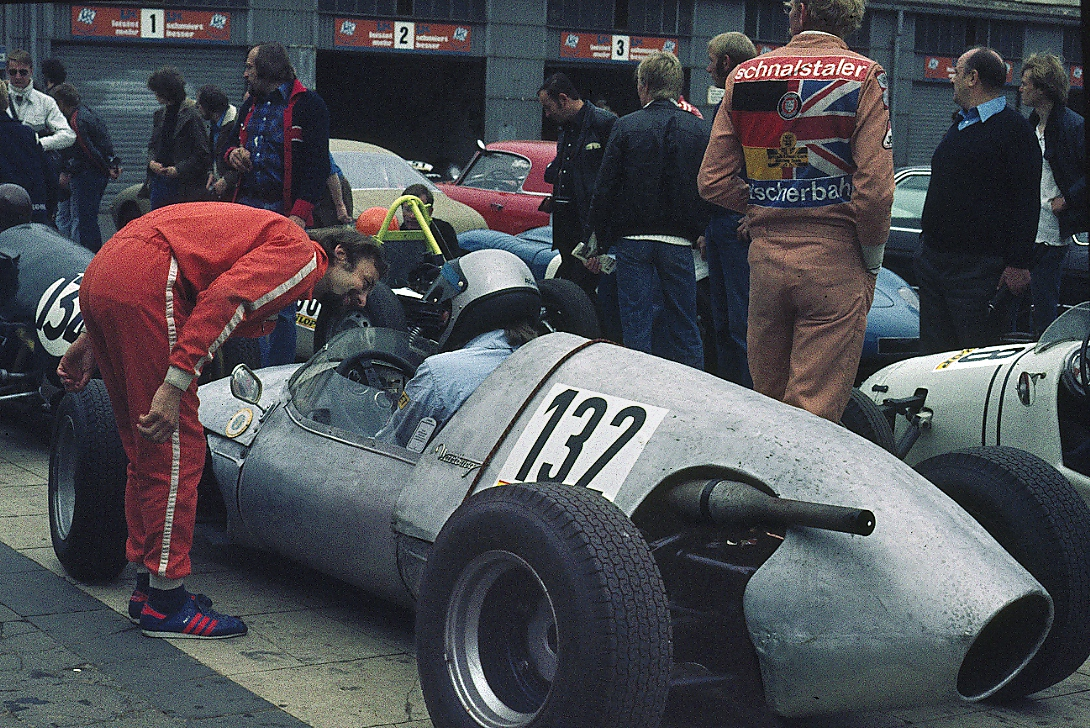
Egy 1959-es „Plättbell” az Oldtimer Grand Prix-n a Nürburgringen 1978-ban

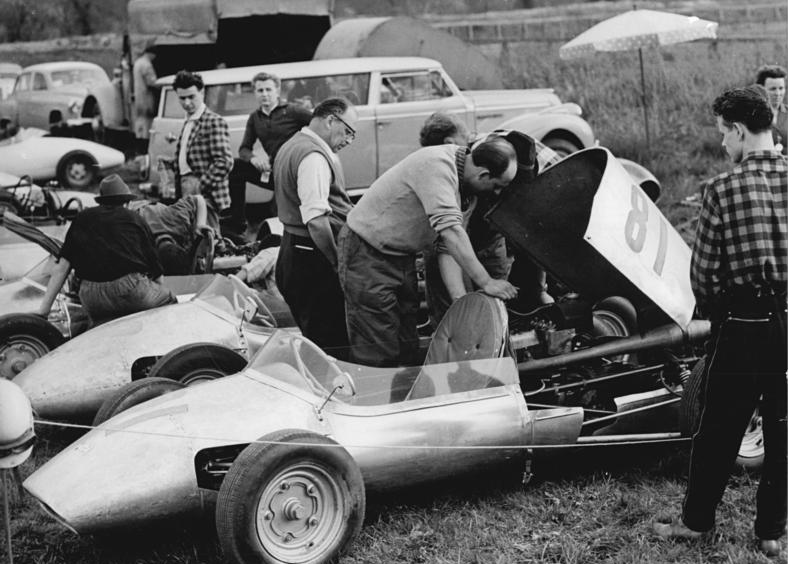
Melkus a 81-es „Bádogautója” fedélzetén 1961 áprilisában, miközben a Halle-Saale hurkon rendezett versenyre készül

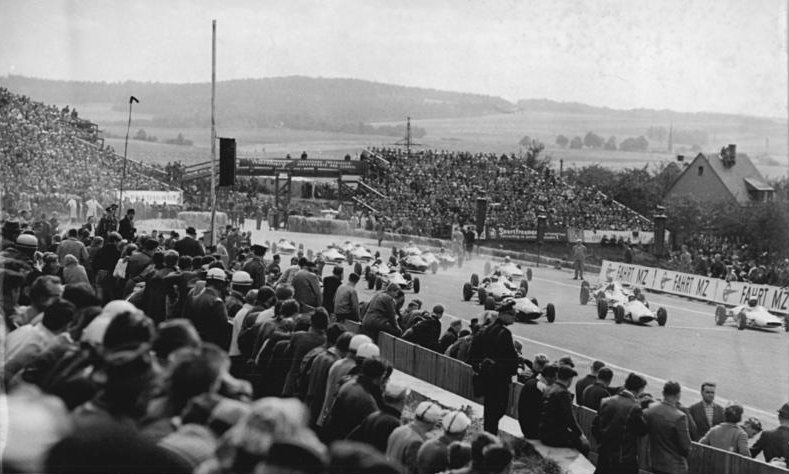
Az 1963-as Formula Junior futam rajtja a Sachsenringen

Az új Formula Junior műszaki előírásainak megfelelően Melkus átalakította korábbi autóját, és eladta a korábbi motortját. Nyolcfős csapatával szinte új autót fejlesztett ki 60 lóerős Wartburg-motorral. Az autó, amelyet Melkus „Plättglocké ”-nak nevezett, hengerelt acéllemez karosszériával épült. 1959. április 25-én bocsátották forgalomba, és Drezdában a május elsejei ünnepség alkalmából mutatták be a nagyközönségnek. Mivel abban az évben nem volt NDK-bajnokság ebben az osztályban, Melkus mindössze öt versenyen indult az NDK-ban és hármon Nyugat-Németországban. Az év legnagyobb sikere az Autobahnspinne Dresdenen és a Sachsenringen aratott két győzelme volt. A szezon végén eladta a versenyautóját. 
1960-ban Melkus kiszervezte a versenyautó-építést, s az autósiskola cégébe integrálta Rennwagenbau-Kollektiv Dresden néven. Ugyanabban az évben az NDK-ban egy év kihagyással ismét együléses versenyautó-bajnokságot rendeztek. Ezenkívül az első Formula Junior futamokat a KGST-államokon belül is le kellett bonyolítani. A versenyszezonra Melkus csapata három Formula Junior autót gyártott kis sorozatban, egy-egy járművet Melkusnak, valamint Siegmar Bunknak és Frieder Rädleinnek. Külsőre az autó alig különbözött az 1959-es „Plättglocké”-tól, azonban aerodinamikailag lényegesen előnyösebb fejlesztés volt. Rädlein „Kacsaseggűnek” becézte, és a szezon során nemzetközi szinten is versenyképesnek bizonyult. Melkus nyert vele a nyitó futamban Hallében és második lett Bautzenben. Újabb győzelem és formulaautóinak háromszoros sikere következett a Sachsenringen, ahol kerék-kerék párharcot vívott Kurt Ahrens seniorral. A drezdai negyedik hellyel, amelyet egy harmadik hely követett a Staakener Kleeblatton, Melkus megnyerte az első NDK-s Formula Junior bajnokságot. 1960-ban kezdte el árulni járműveit, egyelőre fokozatosan, azt az elvet követve, hogy a szezon után eladja versenyautóit, hogy finanszírozni tudja az új autókat a következő szezonra.
Az 1961-es szezonban a Melkus Ketten-Wartburg (becenevén „Bádogautó”; lánc a sebességváltó és a hátsó tengely között) rövidített karosszériaelemeket és ferdén felfelé mutató kipufogórendszert kapott. A Zittau melletti Lückedorfban rendezett versenyekkel először volt a bajnokság része egy hegyi verseny is. A berlini fal 1961 augusztusi felépítése után azonban Melkus már nem vehetett részt nyugat-németországi versenyeken. A „Bádogautó” segítségével 22 ponttal végzett Willy Lehmann mögött az NDK másodbajnokságán. Ebben a szezonban először rendeztek versenyt Leningrádban is. Versenyzői pályafutása legrosszabb balesetét élte át Melkus a Belgrád belvárosától a Várhegyig tartó versenyen, amikor egy villamospályán átkelve leszakadt az egyik lengéscsillapítója, majd autója felborult, Melkus több bordáját törve. 
Az 1962-es modell sorozatgyártása öt járműből állt, amelyek az előző évi modellel ellentétben kúpos, hátrafelé futó motorháztetővel rendelkeztek. Ami a motortechnológiát illeti, Melkus tízfős csapata elérte a lehetséges határokat. A motor túlmelegedésének megelőzése érdekében a versenyek egy részén burkolat nélkül futott. Melkus autójával ismét megnyerte az NDK másodbajnokságát Lehmann mögött egy SEG-Wartburgban (SEG = Socialist Development Communities Racing). Az NDK-s versenyeken kívül Melkus 1962-ben Jugoszláviában, Lengyelországban, Bulgáriában, Ausztriában és Csehszlovákiában indult. A Leningrádi Neva-Ringen a négy Melkus-autó nagyban felülmúlta versenytársait. Melkus lett az összetett győztes istállótársa Hans-Theo Tegeler előtt. A szezon után eladta a járműveket a szovjet versenyautó-építőknek, hogy finanszírozni tudja a következő évi autót. Melkus abban az évben a sportmester címet is megkapta.
Melkus teljesen új autót tervezett az 1963-as versenyszezonra. A sorozatgyártás tíz járműből állt. A Melkus 63 lényegesen keskenyebb és laposabb volt az előző évi modellhez képest; könnyebb és stabilabb. A Wartburg-motor a szezon közepén 90 lóerő körüli teljesítményt produkált, de kezdetben nem volt túl stabil. Bár Melkus nyolc első és második, valamint tizenkét harmadik helyezést értek el a Formula Junior Championship utolsó szezonjában, Melkus csak a hetedik helyet érte el az NDK-bajnokságon. Nemzetközi összehasonlításban a Melkus 63-nak esélye se volt a Lotus és Lola nyugati versenytársaival szemben. A keleti blokk országaiban azonban az első helyet szerezte meg a Szocialista Országok és Barátságáért Kupa egyéni rangsorában. A versenyszezon után Melkus ismét eladta autóit a Szovjetuniónak.

#### 1964-1971: Forma-3

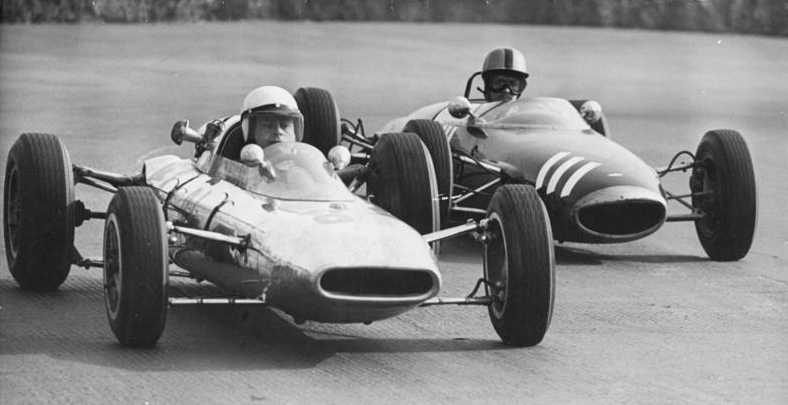
Heinz Melkus „Szivarjával” a Halle-Saale-Loop-on 1964. április 19-én

Az 1964-es szezonnal a Formula–3 felváltotta a korábbi Formula Juniort, az FIA előírásainak megfelelően. Ebből a célból Melkus egy új formulaautót épített, amelyet Melkus 64-nek és „Zigarre” (Szivar) becenevűnek hívtak. Az előírások szerint a jármű tömege nőtt, a vázzal 400 kg lett. A számos műszaki beállítás mellett Melkus az autó fejlesztése során az aerodinamika javítására összpontosított. A Wartburg-motor eredeti teljesítménye 72 lóerő volt, végül 95 lóerőig növelték. A későbbi Lada motorokkal akár 100 lóerő is lehetséges volt. A Melkus 64 ezt követően keresett versenyautóvá fejlődött, és a Brüsszeli Autószalon IFA-standján állították ki. Csak a Szovjetunió kapott tízet az abban az évben épített húsz autóból. A Melkus 64 kezdetektől fogva jobb volt az összes többi autónál. Az 1964-es szezon során néha kiélezett csaták zajlottak Melkus és Willy Lehmann között egy SEG versenyautóban, aminek a végén Max Byczkowski lett az NDK bajnoka, Melkus pedig befutó. A Melkus 64 az egyéni ranglista első négy helyezettje lett. A nemzetközi versenyeken az idényben Melkus 64 típusú járművek vettek részt négy első, öt második és további első helyezettek. Ebbe beletartozik Melkus második helye is a lengyelországi Krakkóban. Az előző évi autóhoz hasonlóan a Melkus 64 különböző kísérleteket végzett a motorháztetővel. A jellegzetes légcsatornanyílása másképp lett kialakítva. 
Az 1965-ös szezonra ideiglenesen eltávolították a versenyautó motorháztetőjét. Változások történtek a járművek tengelyein is. Az országos bajnokságon Melkus a bajnoki rangsorban a harmadik helyezést érte el Christian Pfeiffer és Willy Lehmann (mindketten SEG-II-Wartburggal) mögött, valamint az első helyet a Szocialista Országok Békéjéért és Barátságáért Kupa egyéni ranglistáján. 
A Melkus 64 az 1966-os sorozatban a felhasznált haspanel miatti túlmelegedési problémái miatt kiesett. Melkus két nyitógyőzelemmel kezdte az NDK-bajnokságot a Halle-Saale körön és a Bautzen autópálya körgyűrűn. Végül a 18. helyen végzett, összesítésben a negyedik helyen. A Melkus 64 1967-es sorozatból összesen tíz járművet szállítottak a Szovjetuniónak. Az NDK-bajnokságon Melkus három győzelemmel és további jó helyezéssel, 46 ponttal előzte meg Rädleint és Peter Findeisent. A Melkus 64 az első három helyet érte el a rangsorban. Az autó fölénye 1968-ban is folytatódott. Bár a tíz Melkus 64 járműsorozatból tízet szállítottak a Szovjetunióba, Melkus negyedik NDK-bajnoki címét nyerte meg. Ugyanebben az évben gépjárműmesteri címet is kapott. 1969 és 1971 között újabb második helyezést ért el a Formula–3-ban. Miután 1968 novemberében jóváhagyták a teljes egészében az NDK-ban gyártott sportautó megépítésére vonatkozó pályázatot, Heinz vezetésével megtörtént a Melkus RS 1000, a Wartburg 353 alapú, utcai legális középmotoros sportkupé tervezése. 1969 és 1980 között 101 példány készült belőle.
Ezen a ponton az NDK-ban a formulaversenyzés ismét szembesült a FIA döntésével, amely szerint a Formula–3 motor hengerűrtartalmát az 1971-es szezontól 1600- cm³-re kellett növelni. A motor bármilyen kialakítású lehetett a FIA követelményeinek megfelelően, de tizenkét hónapon belül minimum 5000 darabot kellett legyártani belőle. A döntés nemzetközi szinten véget vetett a formulaversenyzésnek az NDK-ban, mivel a teljes KGST régióban nem találtak megfelelő motort. Ezért az ADMV Csehszlovákiával, Lengyelországgal és a Szovjetunióval közösen kidolgozták egy új formulaosztály, a Formula C9 koncepcióját. Csak a gyártók AvtoVAZ (Zsiguli, Lada), FSO (Polski Fiat) és VEB AWE (Wartburg) tudták az éves minimum 5000 motort legyártani. Az 1971-es szezon volt az utolsó a Formula–3-ban Melkus számára.

#### 1972–1973: Formula C9
Az új formulaosztályban 60 lóerősre korlátozták a motor teljesítményét, ami a „klasszikus” Melkus-Zigarre végét jelentette. Heinz és Ulli Melkus számára, aki immár semmivel sem maradt el apjától a sport terén, nem okozott gondot a motorok adaptálása. Heinz Melkus nyert – a fiával együtt – ötödik NDK-bajnoksága, amelyet az 1973-as NDK-bajnokság harmadik helye is követett. A rangidős, aki immár az ADMV-ben az Autósport Központi Bizottságának tagja lett, ekkor bejelentette, hogy távozik a formulaosztályból. Ebben az évben az utolsó emberek hagyták el a céget. 1973-ban a Formula C9 is kétüteműről négyüteműre motorra váltott, leginkább Ladára. Ebben az évben Ulli Melkus és édesapja dolgozták ki az első ötleteket az RS 1000 utódmodelljéhez RS 1000/2 vagy RS 2000 munkacímmel készült el a Melkus PT 73 Spyder, amelynek első próbaútjaira 1973 tavaszán került sor a Drezda-Klotzsche repülőtéren. A Wartburg Rallyhez 110 lóerős motort gyártottak, amellyel az autó elérte a 200 km/h-s végsebességet. Ebből azonban csak egy darab maradt meg. 

#### 1974–1989: Több verseny

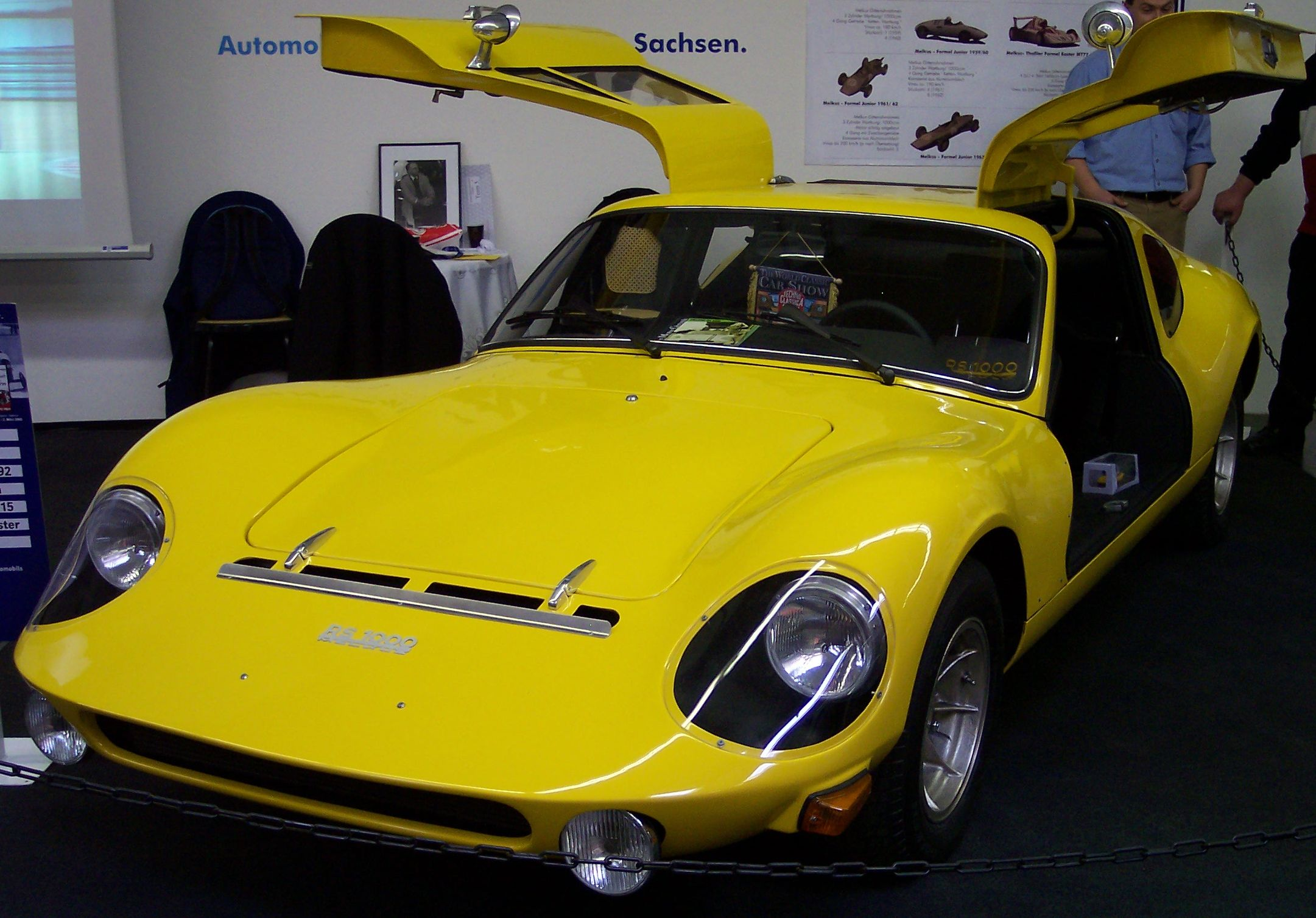
A Melkus RS 1000 Heinz Melkus tervezői karrierjének csúcspontja

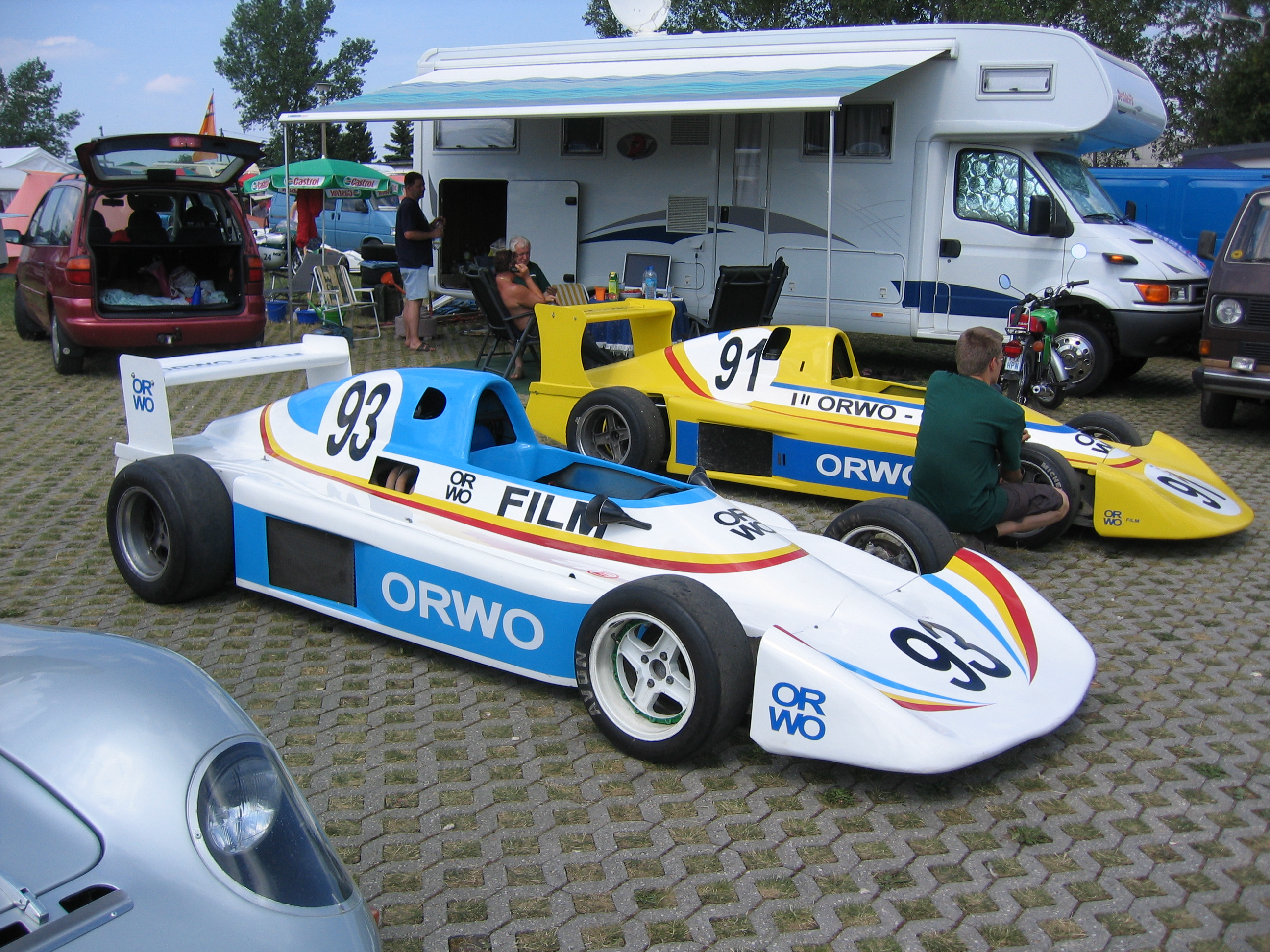
Heinz Melkus megnyerte pályafutása utolsó versenyét egy SRG MT 77-tel

1974 és 1980 között Melkus sportautóversenyeken vett részt az egyik Melkus RS 1000-esével. Ez a sirályszárnyajtós sportautó, amelynek tervezése 1966-ban kezdődött, formatervezői munkájának csúcspontja. Az autó mára kultikus státuszt élvez az autórajongók körében. 
A versenyek mellett Heinz Melkus továbbra is részt vett autósiskolájában, és társtervezője volt fia, Ulli SRG MT 77 versenyautójának, amellyel 1977 ben Melkus két tesztversenyen vett részt a Formula B8-ban, amely 1976-ban felváltotta a Formula C9-et, és a Formula Easter előfutáraként tartották számon. Az SRG MT 77 a következő években az NDK szabványos versenyautójává fejlődött. Ez az autó egyúttal Melkus versenyautó-építésének megújított üzembehelyezését jelentette. Melkus 1980-ban vett részt utolsó versenyén Brünnben, és azt meg is nyerte. Az 1980-as évek végén, közel egy évtizedes leállás után az SRG MT 77 koncepciója is elérte lehetőségei végét. Az utód kifejlesztése érdekében az állam biztosított a Melkus KG-nek 100 000 márka pénzsegélyt (ebből csak 20% érkezett meg, hogy támogassa a ludwigsfeldei teherautógyárat. Az utód, az ML 89 (ML = Melkus/Lada), amelyet különböző szakértők és kormányzati intézmények fejlesztettek ki a Heinz Melkus autósiskola vállalat részeként, mintaként szolgált a Easter Formula versenyautók új generációjához. Ulli Melkus itt vállalt vezető szerepet. 1989 tavaszán az ML 89 prototípusa elkészült, amelyről kiderült, hogy használhatatlanul hibás konstrukció.

#### 1990–1992: üzletemberként
1989 végén Melkus 84 000 márkáért eladta állami részesedését autósiskolai üzletében, majd újra magánvállalkozó lett. 1990-ben az autósiskolában még 41 alkalmazottja volt; járművezető-oktatók, akiknek többsége később felmondott, hogy önálló vállalkozóvá váljon. 1991 folyamán az autósiskola működését feladták, és 1992-ben eladták egy másik üzemeltetőnek. 
Ekkor a Melkus műhelyterületét már 1989 decemberében autókereskedéssé alakították át javítóműhellyel, és létrejöttek kezdeti kapcsolat a BMW-vel. Ott jól ismerték a Melkus cég motorsport tevékenységét. Így történt, hogy 1990 februárjában Heinz Melkus vállalkozói engedélyt kapott egy BMW-szervizhez járműértékesítéssel és autóbérléssel. Melkus még a monetáris, gazdasági és szociális unió előtt 1990 májusában megnyitotta az első BMW-autókereskedést az NDK-ban mint társügyvezető (fia, Peter Melkus volt az ügyvezető partner) hivatalos márkakereskedőként. A nyitónapon a BMW által kifejezetten erre a célra biztosított 15 kiállítási autót eladták. Ezt követte további 35 jármű egy nyugat-berlini kereskedőtől, aki a járműveket Drezdába szállította eladásra. Heinz Melkus hamarosan lemondott ügyvezető igazgatói posztjáról, hogy teljes mértékben az értékesítésre koncentrálhasson. 1991-ben a márkakereskedés 300 új és 150 használt autót szállított le. 1992 szeptemberében az alkalmazottak száma 56 volt. 1990 és 1994 között az autókereskedés a Villa Leipziger Straße 27. szám alatt működött, Lipcse Vorstadt kerületében. 1994-ben a cég 7,5 millióból új autókereskedést épített Bühlauban, amelyhez használtautó kereskedés is társult. A márkakereskedés 2004 júniusa óta a Lotus Cars Ltd. hivatalos forgalmazója is. 2006-ban az autókereskedés új részvényeshez került Melkus néven. 

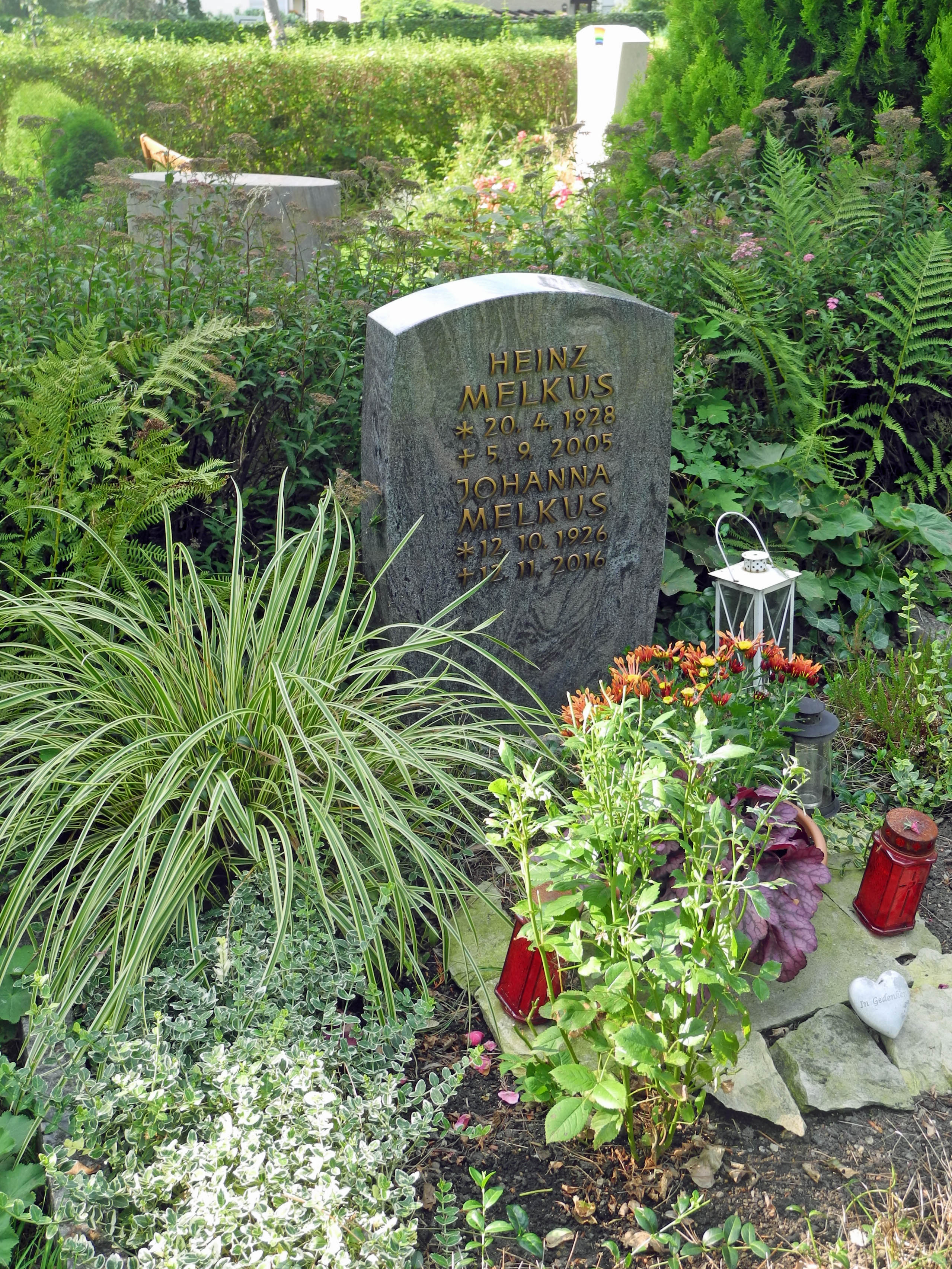
Sírja a bühlaui temetőben

### Utolsó évei és halála
2005 nyarán megromlott a sokáig szívbetegségben szenvedő Heinz Melkus egészsége. Szeptember 5-én, 77 évesen hunyt el. Temetése nagy részvét mellett, a bühlaui temetőben történt. Az 1990 és 2009 között gyártott Melkus-sportkocsikat az ő tiszteletére Peter és Sepp Melkus közreműködésével 15 RS 1000 limitált „Heinz Melkus” kiadásban adták el. Első autójuk 2006 novemberében 55 000 euróért kelt el. A sorozat néhány hónap alatt elfogyott. Az utódvállalat, a Melkus Sportwagen GmbH 2009 és 2020 között létezett; A csődeljárás 2019-ben eszközhiány miatt nem indult meg.

## AMelkussaját készítésű versenyautói
| Szezon | Osztály       | Team                    | Versenyautó          | 1                           | 2                                      | 3                                      | 4                        | 5                             | 6                             | 7            |
| ------ | ------------- | ----------------------- | -------------------- | --------------------------- | -------------------------------------- | -------------------------------------- | ------------------------ | ----------------------------- | ----------------------------- | ------------ |
| 1952   | Formel 2      | BSG Motor Niedersedlitz | Veritas              | Bernauer Schleife\|BRN      | Dessau\|DES                            |                                        |                          |                               |                               |              |
| 1952   | Formel 2      | BSG Motor Niedersedlitz | Veritas              | DNF                         | DNA                                    |                                        |                          |                               |                               |              |
| 1953   | Formel 2      | BSG Motor Niedersedlitz | Veritas              | Avus\|AVU                   |                                        |                                        |                          |                               |                               |              |
| 1953   | Formel 2      | BSG Motor Niedersedlitz | Veritas              | DNF                         |                                        |                                        |                          |                               |                               |              |
| 1954   | Formel 2      | BSG Motor Niedersedlitz | Veritas              | Avus\|AVU                   |                                        |                                        |                          |                               |                               |              |
| 1954   | Formel 2      | BSG Motor Niedersedlitz | Veritas              | 12                          |                                        |                                        |                          |                               |                               |              |
| 1955   | Formel 3      | MC Post Dresden         | Post-J.A.P.          | Villingen-Schwenningen\|SC  | Autobahnspinne Dresden\|DD             |                                        |                          |                               |                               |              |
| 1955   | Formel 3      | MC Post Dresden         | Post-J.A.P.          | ?                           | 1                                      |                                        |                          |                               |                               |              |
| 1956   | Formel 3      | MC Post Dresden         | Post-J.A.P.          | Bautzener Autobahnring\|BZ  |                                        |                                        |                          |                               |                               |              |
| 1956   | Formel 3      | MC Post Dresden         | Post-J.A.P.          | 1                           |                                        |                                        |                          |                               |                               |              |
| 1957   | Formel 3      | MC Post Dresden         | Post-J.A.P.          | Hanseatenring Wismar\|WIS   | Bautzener Autobahnring\|BZ             | Magdeburger Ring\|MB                   | Bernauer Schleife\|BRN   |                               |                               |              |
| 1957   | Formel 3      | MC Post Dresden         | Post-J.A.P.          | ?                           | 1                                      | ?                                      | 4                        |                               |                               |              |
| 1958   | Formel 3      | MC Post Dresden         | Post-J.A.P.          | Magdeburger Ring\|MB        | Kiel\|KIE                              | Hamburg\|HH                            |                          |                               |                               |              |
| 1958   | Formel 3      | MC Post Dresden         | Post-J.A.P.          | 1                           | 3                                      | 4                                      |                          |                               |                               |              |
| 1959   | Formel 3      | MC Post Dresden         | Ketten-Wartburg 1959 | Kiel\|KIE                   |                                        |                                        |                          |                               |                               |              |
| 1959   | Formel 3      | MC Post Dresden         | Ketten-Wartburg 1959 | 4                           |                                        |                                        |                          |                               |                               |              |
| 1959   | Formel Junior | MC Post Dresden         | Ketten-Wartburg 1959 | Fliegerhorst Pferdsfeld\|PF | Roßfeldhöhenringstraße\|RO             | Nürburgring\|NÜ                        | Solitude-Rennstrecke\|SO | ADAC-Schauinsland-Rennen\|FRB |                               |              |
| 1959   | Formel Junior | MC Post Dresden         | Ketten-Wartburg 1959 | 4                           | 3                                      | 5                                      | 7                        | 4                             |                               |              |
| 1960   | Formel Junior | MC Post Dresden         | Ketten-Wartburg 1960 | Fliegerhorst Pferdsfeld\|PF | Roßfeldhöhenringstraße\|RO             | Norisring\|NO                          | Solitude-Rennstrecke\|SO | Nürburgring\|NÜ               | Preluk\|OP                    | Belgrad\|BEL |
| 1960   | Formel Junior | MC Post Dresden         | Ketten-Wartburg 1960 | 2                           | 5                                      | 12                                     | DNF                      | 4                             | 2                             | 3            |
| 1961   | Formel Junior | MC Post Dresden         | Ketten-Wartburg 1961 | Neva-Ring\|LEN              | Nürburgring\|NÜ                        | Roßfeldhöhenringstraße\|RO             | Norisring\|NO            | Solitude-Rennstrecke\|SO      | ADAC-Schauinsland-Rennen\|FRB |              |
| 1961   | Formel Junior | MC Post Dresden         | Ketten-Wartburg 1961 | 7                           | 9                                      | 4                                      | 4                        | DNF                           | 6                             |              |
| 1962   | Formel Junior | MC Post Dresden         | Ketten-Wartburg 1962 | Flughafen Aspern\|ASP       | Neva-Ring\|LEN                         | Krakau\|KRA                            |                          |                               |                               |              |
| 1962   | Formel Junior | MC Post Dresden         | Ketten-Wartburg 1962 | 7                           | 1                                      | 2                                      |                          |                               |                               |              |
| 1963   | Formel Junior | MC Post Dresden         | Melkus 63            | Flughafen Aspern\|ASP       | Preluk\|OP                             | Rennstrecke Innsbruck-Kranebitten\|INS |                          |                               |                               |              |
| 1963   | Formel Junior | MC Post Dresden         | Melkus 63            | 15                          | 1                                      | 9                                      |                          |                               |                               |              |
| 1964   | Formel 3      | MC Post Dresden         | Melkus 64            | Flughafen Aspern\|ASP       | Rennstrecke Innsbruck-Kranebitten\|INS |                                        |                          |                               |                               |              |
| 1964   | Formel 3      | MC Post Dresden         | Melkus 64            | 5                           | 4                                      |                                        |                          |                               |                               |              |
| 1965   | Formel 3      | MC Post Dresden         | Melkus 64            | Preluk\|OP                  | Flughafen Aspern\|ASP                  |                                        |                          |                               |                               |              |
| 1965   | Formel 3      | MC Post Dresden         | Melkus 64            | 1                           | 2                                      |                                        |                          |                               |                               |              |
| 1966   | Formel 3      | MC Post Dresden         | Melkus 64            | Preluk\|OP                  | Masaryk-Ring\|BRN                      |                                        |                          |                               |                               |              |
| 1966   | Formel 3      | MC Post Dresden         | Melkus 64            | 2                           | 11                                     |                                        |                          |                               |                               |              |
| 1967   | Formel 3      | MC Post Dresden         | Melkus 64            | Preluk\|OP                  | Utjesni\|UTJ                           | Píšťany\|PIS                           |                          |                               |                               |              |
| 1967   | Formel 3      | MC Post Dresden         | Melkus 64            | 2                           | 2                                      | 2                                      |                          |                               |                               |              |
| 1968   | Formel 3      | MC Post Dresden         | Melkus 64            | Píšťany\|PIS                | Preluk\|OP                             | Masaryk-Ring\|BRN                      |                          |                               |                               |              |
| 1968   | Formel 3      | MC Post Dresden         | Melkus 64            | 2                           | 6                                      | 13                                     |                          |                               |                               |              |
| 1969   | Formel 3      | MC Post Dresden         | Melkus 64            | Ostrava\|OST                | Masaryk-Ring\|BRN                      | Píšťany\|PIS                           |                          |                               |                               |              |
| 1969   | Formel 3      | MC Post Dresden         | Melkus 64            | 2                           | 11                                     | 6                                      |                          |                               |                               |              |
| 1972   | Formel C9     | MC Post Dresden         | Melkus 64            | Sternbeck\|STE              |                                        |                                        |                          |                               |                               |              |
| 1972   | Formel C9     | MC Post Dresden         | Melkus 64            | 8                           |                                        |                                        |                          |                               |                               |              |
| 1977   | Formel B8     | MC Post Dresden         | Melkus MT 77         | Masaryk-Ring\|BRN           |                                        |                                        |                          |                               |                               |              |
| 1977   | Formel B8     | MC Post Dresden         | Melkus MT 77         | 8                           |                                        |                                        |                          |                               |                               |              |
| 1978   | Sportwagen    | MC Post Dresden         | Melkus RS 1000       | Havířov\|HAV                |                                        |                                        |                          |                               |                               |              |
| 1978   | Sportwagen    | MC Post Dresden         | Melkus RS 1000       | 7                           |                                        |                                        |                          |                               |                               |              |
| 1980   | Formel B8     | MC Post Dresden         | Melkus MT 77         | Masaryk-Ring\|BRN           |                                        |                                        |                          |                               |                               |              |
| 1980   | Formel B8     | MC Post Dresden         | Melkus MT 77         | 1                           |                                        |                                        |                          |                               |                               |              |

## Fordítás
- Ez a szócikk részben vagy egészben  a   Heinz Melkus című német Wikipédia-szócikk ezen változatának fordításán alapul.  Az eredeti cikk szerkesztőit annak laptörténete sorolja fel. Ez a jelzés csupán a megfogalmazás eredetét és a szerzői jogokat jelzi, nem szolgál a cikkben szereplő információk forrásmegjelöléseként.